# 西德尼·德雷尔
西德尼·戴维·德雷尔（英語：Sidney David Drell，1926年9月13日—2016年12月21日），美国理论物理学家，军备控制专家。

## 奖项和荣誉
- 美国国家科学院院士 (1969年)[1]
- 美国文理科学院院士 (1971年)[2]
- Heinz公共政策奖[3]
- 恩里科·费米奖 (2000年)
- 美国国家科学奖章 (2011年)